# Anschalika Ahurbasch

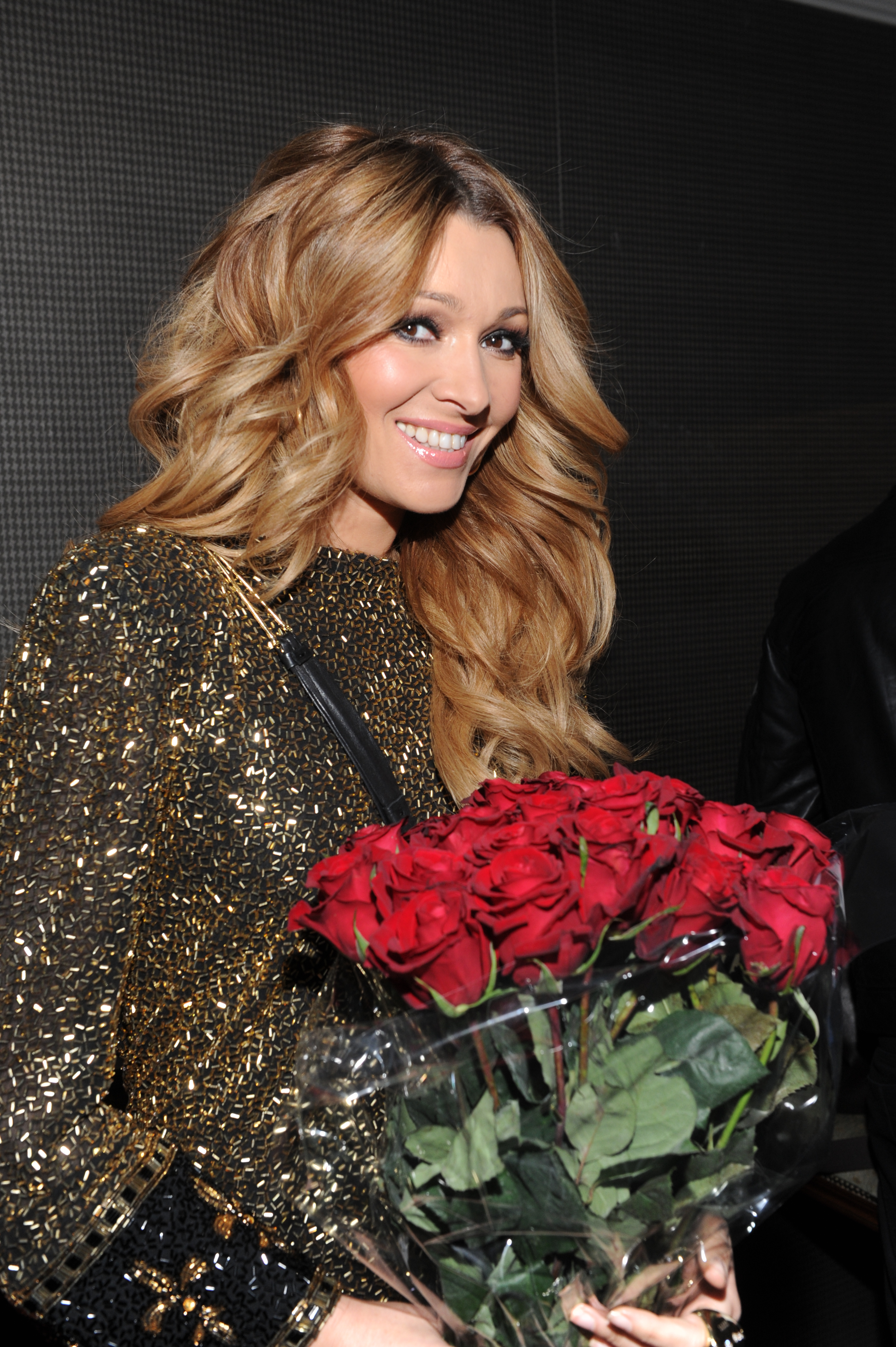
Anschalika Ahurbasch (2012)

Anschalika Ahurbasch (* 17. Mai 1970 in Minsk) ist eine belarussische Popsängerin, die in Belarus, in Russland und in der Ukraine sehr bekannt ist.

## ESC 2005
Im Jahr 2005 trat sie beim Eurovision Song Contest in Kiew (Ukraine) für Belarus an. Mit ihrem Beitrag Love Me Tonight erreichte sie im Halbfinale mit insgesamt 67 Punkten lediglich den 13. Platz und konnte sich somit nicht für das Finale qualifizieren.

## Politische Aussagen
Ahurbasch unterstützt die Proteste gegen den belarussischen Präsidenten Aljaksandr Lukaschenka und wurde am 20. September 2020 bei einer Demonstration vor der belarussischen Botschaft in Moskau kurzzeitig festgenommen.

## Privates
Ahurbasch lebt in Moskau und hat eine Tochter und zwei Söhne.

## Diskografie

### Alben (Auswahl)
- 2005: Правила Любви
- 2005: Беларусачка
- 2007: Я Буду Жить Для Тебя
- 2009: Любовь! Любовь? Любовь…
- 2012: Ты Не Знал Меня Такой
- 2024: Love Me Tonight
- 2025: Better Part of Me

### EPs
- 2009: Белая Русь
- 2024: Откровенная. Часть I

### Singles (Auswahl)
- 2005: Love Me Tonight
- 2016: Было и прошло (mit Арамэ)
- 2022: По нервам (mit Karen ТУЗ)